# Žemljin narastek
Žemljin narastek (nemško Scheiterhaufen) je pecivo razširjeno v Sloveniji, na Starem Bavarskem, v Avstriji, na Češkem (žemlovka) in Slovaškem (žemľovka). V jugozahodni Nemčiji je sorodna jed Ofenschlupfer.
Pecivo se pripravi na različne načine. Zelo pogost je naslednji način: razrežemo stare žemljice in jih namočimo v mleko, pomešano z jajci. Zmes se nato položi v namaščen pekač in po plasteh napolni z naribanimi jabolki, cimetom, sladkorjem, mandlji in rozinami, ki smo jih predhodno namočili v rumu. Zadnja plast mora biti sestavljena iz drobtin. Jed se peče v pečici na srednji temperaturi do zlate rjave barve in po vrhu prelije s prelivom iz trdo stepenih beljakov in kristalnega sladkorja.
Jed se običajno postreže z vanilijevo omako takoj po peki.
Podobna jed je Kipferlkoch, vendar brez snežnega preliva. Podobna jed je tudi ubogi vitezi oziroma francoski toast, vendar brez jabolk. Tudi kruhov puding se pripravlja na podoben način, vendar z drobtinami v testu.